# Belgischer Fußballpokal 2021/22
Der Belgische Fußballpokal 2021/22 begann am 25. Juli 2021 mit drei Qualifikationsspielen. Das Finale fand am 18. April 2022 im König-Baudouin-Stadion in Brüssel statt. Insgesamt nahmen 312 Mannschaften teil.

## Modus
Die ersten fünf Runden wurden am 28. Juni 2021 gemeinsam ausgelost.
Nach drei Qualifikationsspielen mit Vereinen aus Provinzklassen am 25. Juli 2021 wurde die erste Runde am 1. August 2020 ausgetragen. Es spielten 220 Vereine, 157 aus den Provinzklassen und 63 aus der dritten Amateur-Division. In der zweiten Runde am 8. August 2021 kamen zu den 110 Siegern aus der ersten Runde weitere 48 Vereine aus der zweiten Amateur-Division dazu.
Zu den 79 Gewinnern der 2. Runde kamen in der 3. Runde, die am 16. August 2021 gespielt wurde, eigentlich die 16 Vereine der ersten Amateur-Division dazu. Allerdings ist Royal Excelsior Virton, dessen Lizenzentzug und Abstufung in die 2. Amateur-Division durch die Wettbewerbsbehörde aufgehoben wurden war, gemäß deren Anordnung so zu stellen, als wenn der Verein in der Saison 2020/21 in der 1. Division Amateure gespielt hätte. Damit die Auslosung wieder aufging, wurde auch Lierse Kempenzonen, die nur wegen der Aussetzung des Abstiegs infolge der COVID-19-Pandemie nicht abgestiegen waren, so gestellt, als wenn sie abgestiegen wären. Dadurch kamen in der 3. Runde 15 Amateur-Vereine und 2 Mannschaften aus der Division 1B dazu.
In der 4. Runde, die am 22. August 2021 gespielt wurde, kamen keine weiteren Vereine dazu, so dass in 48 Spielen 24 Vereine weiterkamen. In der 5. Runde (geplant für den 29. August 2021) kamen zu diesen 24 Vereinen eigentlich die acht Vereine der 2. Division dazu. Da aber schon zwei dieser acht Vereine in einer früheren Runde in den Pokal eingestiegen sind, wurden hier die Aufsteiger Royale Union Saint-Gilloise und RFC Seraing noch als Vereine der Division 1B behandelt. Das ergab 32 Vereine, die 16 Spiele bestritten.
Seit dem Sechzehntelfinale werden auch die restlichen Vereine der 1. Division am Spielgeschehen des belgischen Pokals beteiligt. Dabei befanden sich diese 16 Vereine in einem Lostopf; die 16 Sieger der 5. Runde im anderen. Ab dieser Runde wurde der Pokal durch Pro League organisiert.
Alle Begegnungen bis auf das Halbfinale wurden in nur einer Partie ausgespielt. Stand es nach 90 Minuten unentschieden, folgten eine Verlängerung und gegebenenfalls ein Elfmeterschießen. Das Halbfinale wurde in Hin- und Rückspiel ausgetragen.

## 3. Runde (auszugsweise)
(nur Spiele mit Beteiligung von Profi-Vereinen)
| Datum           |                                 | Ergebnis |                           |
| --------------- | ------------------------------- | -------- | ------------------------- |
| 17. August 2021 | K.V.V. Thes Sport Tessenderlo A | 2:6      | Lierse Kempenzonen 1B     |
| 18. August 2021 | K. Londerzeel S.K. A            | 1:0      | Royal Excelsior Virton 1B |

## 4. Runde (auszugsweise)
(nur Spiele mit Beteiligung von Profi-Vereinen)
| Datum           |                       | Ergebnis |                                |
| --------------- | --------------------- | -------- | ------------------------------ |
| 25. August 2021 | Lierse Kempenzonen 1B | 3:0      | Royal Football Club Wetteren A |

## 5. Runde (auszugsweise)
(nur Spiele mit Beteiligung von Profi-Vereinen)
| Datum              |                             | Ergebnis |                     |
| ------------------ | --------------------------- | -------- | ------------------- |
| 4. September 2021  | Lierse Kempenzonen 1B       | 2:0      | Rupel Boom FC A     |
| 4. September 2021  | F.C.V. Dender E.H. A        | 1:0      | Waasland-Beveren 1B |
| 4. September 2021  | URSL Visé A                 | 0:1      | RWD Molenbeek 1B    |
| 5. September 2021  | RFC Lüttich A               | 1:3      | KVC Westerlo 1B     |
| 14. September 2021 | K. Lyra-Lierse Berlaar A    | 0:5      | KMSK Deinze 1B      |
| 14. September 2021 | Royal Excel Mouscron 1B     | 3:1      | KVK Wellen A        |
| 15. September 2021 | K. Diegem Sport A           | 2:4      | Lommel SK 1B        |
| 15. September 2021 | K.S.C. Lokeren-Temse A      | 0:3      | RFC Seraing         |
| 21. September 2021 | Royale Union Saint-Gilloise | 7:0      | FC Lebbeke A        |

## Sechzehntelfinale
Das Sechzehntelfinale wurde am 24. September 2021 ausgelost. Die genauen Spieltermine wurden am 28. September 2021 festgesetzt.
| Datum            |                            | Ergebnis                   |                             |
| ---------------- | -------------------------- | -------------------------- | --------------------------- |
| 26. Oktober 2021 | KV Ostende                 | 8:1                        | CS Onhaye A                 |
| 26. Oktober 2021 | RWD Molenbeek 1B           | 1:2                        | SV Zulte Waregem            |
| 26. Oktober 2021 | KV Mechelen                | 2:1                        | Royale Union Saint-Gilloise |
| 26. Oktober 2021 | Royal Excel Mouscron 1B    | 0:1                        | Standard Lüttich            |
| 27. Oktober 2021 | F.C.V. Dender E.H. A       | 0:1                        | KAS Eupen                   |
| 27. Oktober 2021 | Sint-Eloois-Winkel Sport A | 0:6                        | KRC Genk                    |
| 27. Oktober 2021 | KAA Gent                   | 4:0                        | Belisia Bilzen SV A         |
| 27. Oktober 2021 | Royal Knokke F.C. A        | 1:1 n. V.(1:1) (1:2 i. E.) | KV Kortrijk                 |
| 27. Oktober 2021 | RFC Seraing                | 3:2 n. V. (2:2)            | VV St. Truiden              |
| 27. Oktober 2021 | Sporting Charleroi         | 0:0 n. V. (3:4 i. E.)      | Lommel SK 1B                |
| 27. Oktober 2021 | Francs Borains A           | 0:4                        | K Beerschot VA              |
| 27. Oktober 2021 | FC Brügge                  | 3:0                        | KMSK Deinze 1B              |
| 27. Oktober 2021 | Lierse Kempenzonen 1B      | 1:2                        | Oud-Heverlee Löwen          |
| 27. Oktober 2021 | RAAL La Louvière A         | 1:7                        | RSC Anderlecht              |
| 28. Oktober 2021 | Cercle Brügge              | 3:0                        | KVK Tienen A                |
| 28. Oktober 2021 | KVC Westerlo 1B            | 2:1                        | Royal Antwerpen             |

## Achtelfinale
Das Achtelfinale wurde am 28. Oktober 2021 ausgelost. Die genauen Spieltermine wurden am 4. November 2021 festgelegt.
| Datum             |                  | Ergebnis                    |                    |
| ----------------- | ---------------- | --------------------------- | ------------------ |
| 30. November 2021 | RFC Seraing      | 3:3 n. V. (3:3) (3:4 i. E.) | RSC Anderlecht     |
| 1. Dezember 2021  | KAS Eupen        | 3:2 n. V. (2:2)             | SV Zulte Waregem   |
| 1. Dezember 2021  | KVC Westerlo 1B  | 2:3                         | Oud-Heverlee Löwen |
| 1. Dezember 2021  | Lommel SK 1B     | 0:2                         | KAA Gent           |
| 1. Dezember 2021  | KV Mechelen      | 2:1 n. V. (1:1)             | Cercle Brügge      |
| 1. Dezember 2021  | KV Kortrijk      | 1:0                         | KV Ostende         |
| 1. Dezember 2021  | KRC Genk         | 3:3 n. V. (3:3) (3:5 i. E.) | FC Brügge          |
| 2. Dezember 2021  | Standard Lüttich | 2:0 n. V.                   | K Beerschot VA     |

Damit haben sich nur Mannschaften aus der Division 1A für das Viertelfinale qualifiziert.

## Viertelfinale
Das Viertelfinale wurde am 2. Dezember 2021 ausgelost. Die genauen Spieltermine wurden am 8. Dezember 2021 festgesetzt.
Nachdem es am 17. Spieltag der Division 1A bei zwei Spielen zu Zuschauerausschreitungen einschließlich eines Spielabbruches gekommen war, schloss Pro League als Reaktion am 6. Dezember 2021 bis zum Ende des Kalenderjahres die Fans des jeweiligen Gastvereins nicht nur von allen Spielen der Division 1A und 1B, sondern auch von den Viertelfinal-Spielen aus. Mit dieser Maßnahme sollte eine Bedenkzeit für die Fans errichtet werden. Zugleich steuere man damit auch der Verbreitung des Corona-Virus gegen.
| Datum             |                | Ergebnis |                    |
| ----------------- | -------------- | -------- | ------------------ |
| 22. Dezember 2021 | KV Mechelen    | 1:3      | KAS Eupen          |
| 22. Dezember 2021 | KAA Gent       | 3:1      | Standard Lüttich   |
| 23. Dezember 2021 | RSC Anderlecht | 3:0      | KV Kortrijk        |
| 23. Dezember 2021 | FC Brügge      | 4:1      | Oud-Heverlee Löwen |

## Halbfinale
Das Halbfinale wurde am 23. Dezember 2021 ausgelost. Die genauen Spieltermine wurden am 12. Januar 2022 festgelegt.
Gemäß Beschluss des Vorstandes von Pro League vom August 2021 wird analog zur Abschaffung der Auswärtstorregel durch die UEFA im Europapokal ab der Saison 2021/22 diese auch im belgischen Pokal ab dieser Saison nicht mehr angewandt. Sollte es im Halbfinale als einzige im Hin- und Rückspiel ausgetragener Runde nach einfacher Addition der Spielergebnisse nach 90 Minuten Remis stehen, würde das Rückspiel um 30 Minuten verlängert und dann im Elfmeterschießen entschieden.
| Datum                                        |           | Gesamt |                | Hinspiel | Rückspiel |
| -------------------------------------------- | --------- | ------ | -------------- | -------- | --------- |
| 2. Februar 2022 20.45 h/2. März 2022 20.45 h | KAA Gent  | 3:1    | FC Brügge      | 0:1      | 3:0       |
| 3. Februar 2022 20.45 h/3. März 2022 20.45 h | KAS Eupen | 3:5    | RSC Anderlecht | 2:2      | 1:3       |

## Finale
Am 4. März 2022 wurde ausgelost, dass der KAA Gent als Heimmannschaft gilt und der Finaltermin auf den 18. April 2022 (Ostermontag) festgelegt.
| KAA Gent                                                               | KAA Gent | RSC Anderlecht | RSC Anderlecht |
| ---------------------------------------------------------------------- | --- | --- | -------------- |
| KAA Gent                                                               | \| 18. April 2022 um 15:00 Uhr (MESZ) in Brüssel (König-Baudouin-Stadion) \| \| Ergebnis: 0:0 n. V., 4:3 i. E \| \| Zuschauer: 42.500 \| \| Schiedsrichter: Lawrence Visser \| \| Spielbericht \| | \| 18. April 2022 um 15:00 Uhr (MESZ) in Brüssel (König-Baudouin-Stadion) \| \| Ergebnis: 0:0 n. V., 4:3 i. E \| \| Zuschauer: 42.500 \| \| Schiedsrichter: Lawrence Visser \| \| Spielbericht \| | RSC Anderlecht |
| KAA Gent                                                               | Davy Roef – Joseph Okumu, Jordan Torunarigha, Michael Ngadeu-Ngadjui – Matisse Samoise (106. Andreas Hanche-Olsen), Sven Kums (106. Elisha Owusu), Julien De Sart, Alessio Castro-Montes – Vadis Odjidja-Ofoe (69. Andrew Hjulsager, 90.+2' Núrio Fortuna), Roman Bezus (88. Darko Lemajić) – Tarik Tissoudali (91. Yonas Malede) Cheftrainer: Hein Vanhaezebrouck | Hendrik Van Crombrugge – Michael Murillo, Lisandro Magallán, Wesley Hoedt, Sergio Gómez – Yari Verschaeren (58. Francis Amuzu), Kristoffer Olsson (58. Majeed Ashimeru), (76. Marco Kana), Josh Cullen, Lior Refaelov (91. Anouar Ait El Hadj) – Christian Kouamé, Joshua Zirkzee (58. Benito Raman) – Paul Onuachu Cheftrainer: Vincent Kompany | RSC Anderlecht |
| KAA Gent                                                               | Elfmeterschießen | | RSC Anderlecht |
| KAA Gent                                                               | 1:0 Julien De Sart 2:1 Andreas Hanche-Olsen 3:2 Alessio Castro-Montes 4:3 Darko Lemajić Michael Ngadeu-Ngadjui (gehalten) | 1:1 Sergio Gómez 2:2 Benito Raman 3:3 Marco Kana Josh Cullen (gehalten) Michael Murillo (gehalten) | RSC Anderlecht |
| KAA Gent                                                               | Elisha Owusu (114.) | Kristoffer Olsson (33.), Michael Murillo (90.+4'), Lisandro Magallán (95.), Christian Kouamé (118.) | RSC Anderlecht |
| 18. April 2022 um 15:00 Uhr (MESZ) in Brüssel (König-Baudouin-Stadion) | | |                |
| Ergebnis: 0:0 n. V., 4:3 i. E                                          | | |                |
| Zuschauer: 42.500                                                      | | |                |
| Schiedsrichter: Lawrence Visser                                        | | |                |
| Spielbericht                                                           | | |                |